# Boxe nos Jogos Pan-Americanos de 1963
As competições de boxe nos Jogos Pan-Americanos de 1963 foram realizadas em São Paulo, Brasil. Esta foi a quarta edição do esporte nos Jogos Pan-Americanos, tendo sido disputado apenas entre os homens.

## Medalhistas
| Evento                           | Ouro             | Prata              | Bronze          |
| -------------------------------- | ---------------- | ------------------ | --------------- |
| Peso mosca detalhes              | Floreal García   | Pedro Dias         | Robert Carmody  |
| Peso galo detalhes               | Abel Almaraz     | Marcíal Guttiérez  | Arthur Jones    |
| Peso pena detalhes               | Rosemiro Mateus  | Héctor Pace        | Char°les Brown  |
| Peso leve detalhes               | Roberto Caminero | João Henrique      | Barry Foster    |
| Peso meio-médio-ligeiro detalhes | Adolfo Moreira   | Orlando Nuñes      | Quincey Daniels |
| Peso meio-médio detalhes         | Miguel Villugron | Rubens Vasconcelos | Mario Pereyra   |
| Peso médio-ligeiro detalhes      | Elecio Neves     | Manuel Sánchez     | Osvaldo Marino  |
| Peso médio detalhes              | Luis César       | Leonardo Alcolea   | Fidel Odreman   |
| Peso meio-pesado detalhes        | Fred Lewis       | Ronald Holmes      | Ruben Alves     |
| Peso pesado detalhes             | Lee Carr         | José E. Jorge      | Raul Aguilar    |

## Quadro de medalhas
| Posiçào | Nação              |    |    |    | Total |
| ------- | ------------------ | -- | -- | -- | ----- |
| 1       | BRA Brasil         | 3  | 5  | 1  | 9     |
| 2       | USA Estados Unidos | 2  | 0  | 4  | 6     |
| 3       | ARG Argentina      | 1  | 1  | 2  | 4     |
| 4       | CUB Cuba           | 1  | 1  | 0  | 2     |
| 5       | URU Uruguai        | 1  | 0  | 1  | 2     |
| 6       | CHI Chile          | 1  | 0  | 0  | 1     |
| 7       | JAM Jamaica        | 0  | 1  | 1  | 2     |
| 8       | PAN Panamá         | 0  | 1  | 0  | 1     |
|         | PER Peru           | 0  | 1  | 0  | 1     |
| 10      | VEN Venezuela      | 0  | 0  | 1  | 1     |
| Total   | Total              | 10 | 10 | 10 | 30    |